# Funileiro

Funileiro (português brasileiro) ou bate-chapa(s) (português europeu) (ou ainda lanterneiro [no Rio de Janeiro e Minas Gerais], chapeiro [na Bahia], flandeiro, folheiro ou latoeiro) é o profissional metalúrgico que trabalha com a confecção de peças em folha de flandres.

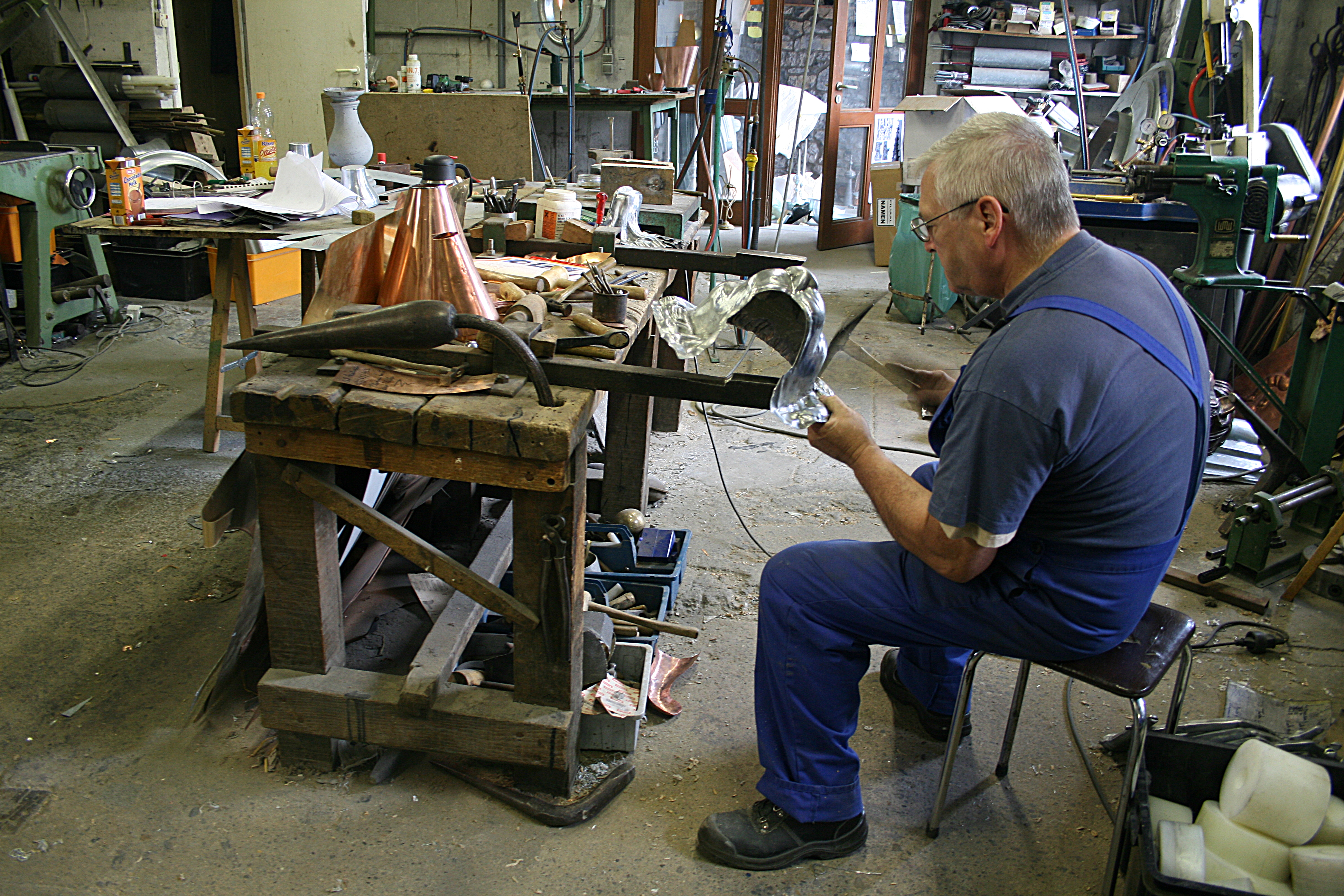
Latoeiro (Dinandier), no trabalho, na última brassware remanescente em Dinant (Bélgica)

O nome remete à fabricação de peças moldadas a partir de chapas metálicas, como componentes de alambiques (principalmente funis, daí a origem). Por extensão, o termo passou a designar modernamente o responsável pela reparação das partes de chapa dos veículos da indústria automobilística.
Em algumas regiões do Brasil o profissional que exerce esta atividade é conhecido como lanterneiro, designação dada no século XVIII aos fabricantes de lanternas para iluminação de casas, ruas e navios.
Nesta atividade o profissional confecciona e repara chapas metálicas, riscando, moldando a frio, cortando, rebitando ou furando metais, para possibilitar a utilização desses, ou seja, ele risca chapas, baseando-se em desenhos ou especificações, confeccionando as peças de acordo com o planejamento. Para isto, o funileiro trabalha a chapa aplicando golpes com martelo ou outros processos, dando-lhe a forma esperada.
Este profissional também abre furos nas peças, solda, rebita e elimina as imperfeições, garantindo a qualidade do serviço feito e verifica a exatidão da montagem, consultando desenhos e especificações que lhe são fornecidas para introduzir alterações quando se faz necessário. Dependendo da especificação, o funileiro também executa instalações em locais designados, dando acabamento adequado ao trabalho.
Profissão reconhecida pelo CBO (Classificação Brasileira de Ocupações), instituída por portaria ministerial nº. 397, de 9 de outubro de 2002, do Ministério do Trabalho e Emprego.

## Folhas de Flandres
O Flandres é estanhado porque é revestido por estanho e, com as técnicas certas, pode ser remoldado. Dessa forma, quando acontece uma batida e parte da lataria do carro é amassada, ela poderá voltar a ser como antes desde que passe pelas mãos de um bom funileiro.
Uma curiosidade a respeito da Folha de Flandres é que, além de ser utilizada na lataria dos carros, também pode ser aplicada no fabrico de objetos de decoração, embalagens de alimentos como caixas de leite e demais produtos. Isso acontece porque se trata de um material muito resistente a corrosão.

## Como se Faz Funilaria?
Agora que já sabemos um pouco melhor o que é funilaria e também qual é o material com o qual esse profissional trabalha, podemos dar um passo adiante e descobrir como são feitos esses consertos. Vale destacar que se trata de uma técnica muito interessante pelo fato de desmontar o carro para ser feita.
Em geral, os problemas que são levados para as oficinas de funilaria consistem em batidas que amassaram a lataria, mas o motorista não deseja trocar esse revestimento. Observe que a lataria dos carros, em grande parte dos casos, é bastante maleável como o material de carenagem de moto, por exemplo.
Assim, quando existe um impacto de batida seja contra outro veículo ou mesmo contra um muro ou árvore é natural que a lataria amasse. Porém, se antes o motorista precisava se conformar com o amassado atualmente pode ficar tranquilo sabendo que existem bons profissionais de funilaria.
Em relação aos métodos, o serviço de funilaria pode ser feito de algumas formas diferentes, mas a principal maneira de fazer isso é a seguinte:
O primeiro passo é definir quais são as partes da lataria que ainda estão boas e as que já estão podres. No caso de estar apenas amassado o funileiro retira essa parte com problema do carro e a conserta por completo. Porém, quando não há salvação para alguma parte da peça é importante substituí-la por uma nova. Então, saiba que a funilaria pode tanto consertar como também substituir as partes ruins.
Se o funileiro encontrou uma parte que está podre e precisa trocá-la, ele deve retirar esse pedaço com uma talhadeira. Fique atento quando precisar contratar um serviço desses, pois em algumas oficinas são utilizados maçaricos que não fazem um trabalho muito bom no contexto geral.
Como já dissemos, o funileiro trabalha com Folhas de Flandres, então a parte que precisa ser trocada é substituída por uma nova Folha tratada e nova. Para que as duas folhas, a antiga e que está boa e a nova, sejam unidas é necessário que seja feito uma solda. Porém, essa solda não pode ser feita de qualquer forma, existe um equipamento apropriado para isso.
Em geral, os profissionais da funilaria dão preferência para o Processo de Soldagem MIG/MAG ( sendo dois processos em um único equipamento, podendo diferenciar com a troca de gases, sendo o primeiro para soldagem em alumínio por exemplo e o processo MAG para soldagem de aço carbono. Uma parte muito importante do processo de funilaria é utilizar “mataferrugem” em toda a área trabalhada. Esses cuidados são necessários para garantir que o trabalho irá permanecer da mesma forma como foi realizado na oficina.
O acabamento do trabalho é feito com o mínimo de massa plástica para evitar que fique evidente que a lataria passou por uma funilaria. Todo dono de carro sabe como é importante ter a sensação de que o carro acabou de sair da concessionária mesmo que já tenha sido batido. Na hora de avaliar um trabalho de funilaria, é importante atentar para a aparência, ou seja, se parece que essa lataria passou por esse tipo de serviço.
O passo seguinte a massa plástica é a realização do fundo da pintura, ainda não é a pintura final. Nesse estágio, o amassado, ou mesmo a podridão da peça, já é coisa do passado, então chega o momento de disfarçar o trabalho feito. Para finalizar e deixar o carro ok, é feita a pintura.
A pintura é um estágio bem importante e o dono deve ficar de olho principalmente se o  carro já está com ele há bastante tempo. Todo carro possui uma cor padrão de fábrica, porém, elementos como o sol e as intempéries do tempo como as chuvas acabam “desbotando” essa cor.
Dessa forma, a cor do seu carro não é a mesma com a qual ele saiu da loja e para que a parte arrumada não destoe do resto é necessário que o funileiro realize a adequação da cor. Nos casos das Folhas de Flandres que estão inteiras, o funileiro realiza somente o serviço de martelinho de ouro. Batendo por baixo da lataria ele irá desamassá-la.